# دورج (سرده)
دورَج (نام علمی: Diplotaxis) نام یک سرده از تیره شب‌بویان است.